# Franse parlementsverkiezingen 1973
De Franse parlementsverkiezingen van 1973 vonden op 4 en 11 maart 1973 plaats. Het waren de vijfde legislatieve verkiezingen ten tijde van de Vijfde Franse Republiek. De verkiezingen werden gewonnen door de coalitie van gaullistische en centristische partijen.
Op 6 april werd een nieuw kabinet onder leiding van gaullist Pierre Messmer samengesteld.

## Uitslagen
| Partij of Coalitie                                 | Partij of Coalitie                         | Afkorting                               | Stemmen 1e ronde | % 1e ronde | Zetels 2e ronde |
| -------------------------------------------------- | ------------------------------------------ | --------------------------------------- | ---------------- | ---------- | --------------- |
|                                                    | Union des démocrates pour la République    | UDR                                     | 5.788.796        | 23,9       | 184             |
|                                                    | Mouvement réformateur                      | MR                                      | 3.015.372        | 12,4       | 31              |
|                                                    | Républicains indépendants                  | RI                                      | 1.674.772        | 6,9        | 54              |
|                                                    | Divers droite                              | DVD                                     | 972.623          | 4,0        | 19              |
|                                                    | Centre démocratie et progrès               | CDP                                     | 906.136          | 3,9        | 23              |
| Presidentiële Meerderheid & het centrum            | Presidentiële Meerderheid & het centrum    | Presidentiële Meerderheid & het centrum | 12.357.699       | 50,9       | 311             |
|                                                    |                                            |                                         |                  |            |                 |
|                                                    | Parti communiste français                  | PCF                                     | 5.156.619        | 21,3       | 73              |
|                                                    | Parti socialiste                           | PS                                      | 4.579.888        | 18,9       | 89              |
|                                                    | Mouvement de la gauche radicale-socialiste | MGRS                                    | 674.319          | 2,8        | 12              |
|                                                    | Parti socialiste unifié                    | PSU                                     | 489.353          | 2,0        | 1               |
| Linkse oppositie                                   | Linkse oppositie                           | Linkse oppositie                        | 10.900.179       | 44,9       | 177             |
|                                                    |                                            |                                         |                  |            |                 |
|                                                    | Overigen                                   |                                         | 562.850          | 2,3        | -               |
|                                                    | Extrême gauche                             | EXG                                     | 321.292          | 1,3        | -               |
|                                                    | Extrême droite                             | EXD                                     | 122.000          | 0,5        | -               |
|                                                    |                                            |                                         |                  |            |                 |
|                                                    | Totaal                                     |                                         | 24.264.020       | 100        | 488             |
| Onthoudingen : 18,8 % (1e ronde) 18,1 % (2e ronde) |                                            |                                         |                  |            |                 |

### Samenstelling in deNationale Vergadering
| Groepering          | Leden | Andere fractieleden | Totaal | %     |
| ------------------- | ----- | ------------------- | ------ | ----- |
| UDR (6)             | 162   | 21                  | 183    | 36,73 |
| PSRG                | 100   | 2                   | 102    | 20,82 |
| Communiste          | 73    | 0                   | 73     | 14,90 |
| RI                  | 51    | 4                   | 55     | 11,22 |
| RDS (5)             | 30    | 4                   | 34     | 06,94 |
| UC (5)              | 30    | 0                   | 30     | 06,12 |
| Niet-ingeschrevenen | 13    | -                   | 13     | 02,65 |
| Totaal              | 459   | 31                  | 490    | 100,0 |

- (5) Fuseerden in juli 1974 en vormden vervolgens de Groupe des Réformateurs, des Centristes et des Démocrates Sociaux (RCDS)
- (6) Werd in 1976 de Groupe du Rassemblement pour la République (RPR)